# Vojnatina
Vojnatina – wieś (obec) na Słowacji położona w kraju koszyckim, w powiecie Sobrance. Pierwsze wzmianki o miejscowości pochodzą z 1336 roku.
Według danych z dnia 31 grudnia 2012 roku, wieś zamieszkiwały 243 osoby, w tym 116 kobiet i 127 mężczyzn.
W 2001 roku pod względem narodowości i przynależności etnicznej 99,18% mieszkańców stanowili Słowacy, a 0,82% Czesi.
Ze względu na wyznawaną religię struktura mieszkańców kształtowała się w 2001 roku następująco:
- Katolicy rzymscy – 65,43%
- Grekokatolicy – 29,22%
- Ewangelicy – 1,65%
- Ateiści – 2,47%